# Nofertari (XVIII. dinasztia)
Nofertari ókori egyiptomi királyné, IV. Thotmesz első nagy királyi hitvese.
Származása ismeretlen, valószínűleg nem királyi vérből származott. Ábrázolásokon ő és az anyakirályné, Tiaa istennőként kísérik az isten formájában megjelenő Thotmeszt. A 7. uralkodási évben helyét Thotmesz húga, Iaret veszi át; Nofertari vagy meghalt, vagy félreállították, amikor Iaret elég idős lett ahhoz, hogy ő legyen Thotmesz főfelesége.
Férjével ábrázolják Gízában nyolc sztélén istenek előtt, valamint egy sztélén a luxori templomban, és említik egy szkarabeuszon, amit Gurobban találtak. Közös gyermekük nem ismert; IV. Thotmesz utódja egy mellékfeleség, Mutemwia fia, III. Amenhotep lett.
Egyetlen ismert címe: Nagy királyi hitves (ḥmt-nỉswt wr.t).

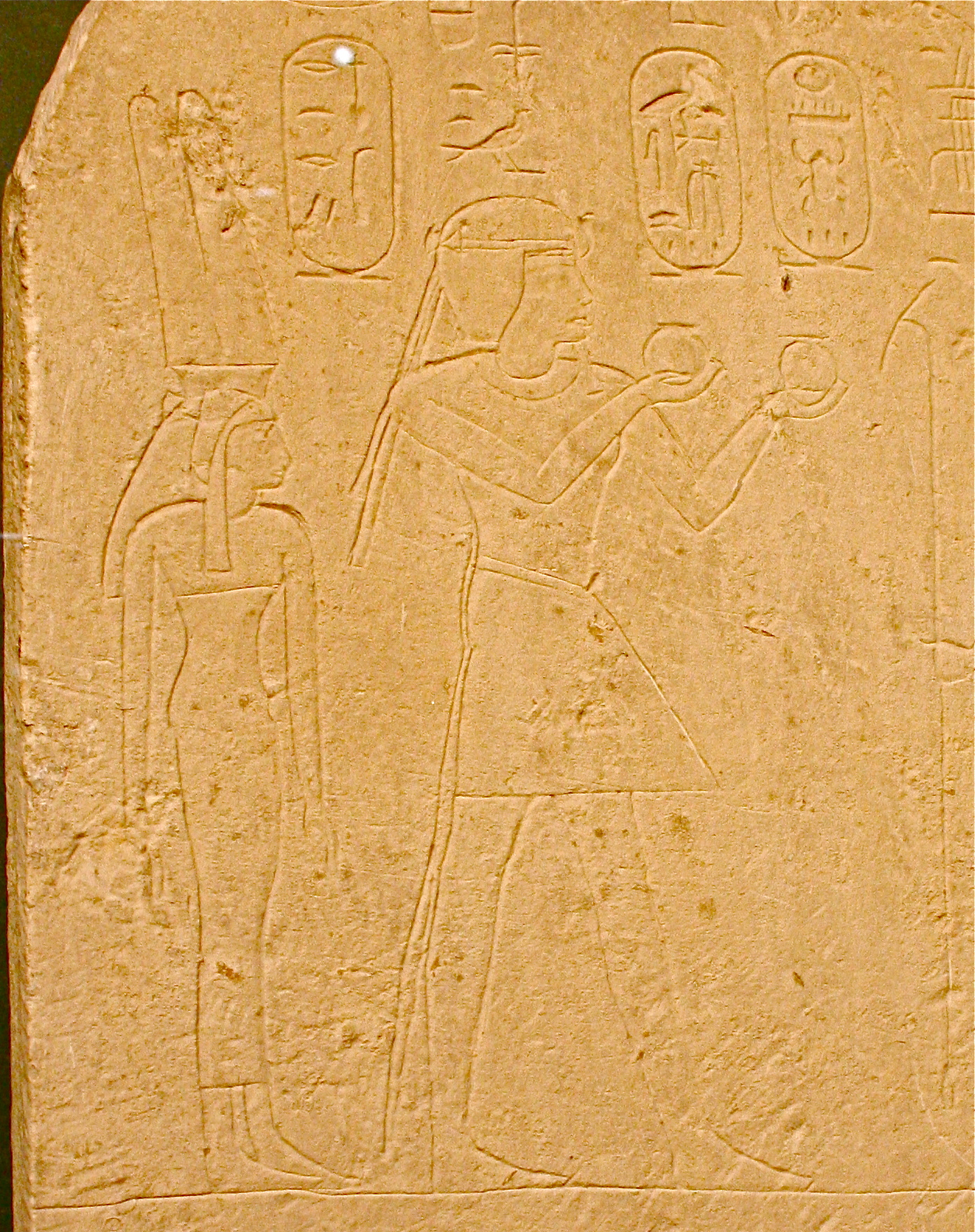
Nofertari férje mögött egy sztélén